# Fas - Ite, Maledicti, in Ignem Aeternum
Fas - Ite, Maledicti, in Ignem Aeternum è il quarto album in studio del gruppo musicale black metal francese Deathspell Omega, pubblicato nel 2007.

## Tracce
1. Obombration – 4:48
2. The Shrine of Mad Laughter – 10:37
3. Bread of Bitterness – 7:49
4. The Repellent Scars of Abandon and Election – 11:40
5. A Chore for the Lost – 9:15
6. Obombration – 2:07